# Léman (kanton)
Kanton Léman was een kanton dat bestond tijdens de Helvetische Republiek van 1798-1803. Het bestond ongeveer uit het gebied van het huidige kanton Vaud.

## Lemanische Republiek
Voor 1798 behoorde dit gebied tot Bern, waartoe het zich in een onderdanige positie bevond. Bovendien voelden de overwegend Franstalige katholieke Vaudezen zich onderdrukt door het overwegend Duitstalige protestantse Bern. Verschillende Vaudese patriotten zoals Frédéric-César de La Harpe ijverden voor onafhankelijkheid. La Harpe riep in 1795 zijn streekgenoten op om in opstand te komen tegen de Berner aristocraten, maar hij vond geen gehoor en vluchtte daarop naar het revolutionaire Frankrijk. Eind 1797 spoorde de Franse generaal Napoleon Bonaparte het Directoire aan om Zwitserland te bezetten, waarop 10.000 troepen nabij Genève werden gelegerd.
Op 24 januari 1798 riep de stedelijke elite van Vaud de Lemanische Republiek (Frans: République lémanique) uit te Lausanne, dat de regeringszetel werd. Het woord lémanique verwees naar de Franse naam voor het Meer van Genève, Lac Léman; daarmee volgde men de praktijk van het revolutionaire Frankrijk om de traditionele toponymie van het ancien régime uit te wissen en te vervangen door namen van natuurlijke eenheden zoals rivieren, meren en gebergte. Enkele dagen later vielen de Franse troepen binnen met het excuus dat er Franse soldaten zouden zijn gedood door Zwitsers. Ze bezetten Vaud zonder tegenstand en werden met gejuich binnengehaald. Op 5 maart behaalden de Fransen een duidelijke overwinning op de Berners bij Grauholz, die de zelfstandigheid van Vaud bevestigde. Vervolgens kwamen burgers en onderdanen in tal van Zwitserse steden, kantons en hun bondgenoten in opstand en werden er naar het voorbeeld van Vaud nog meer dan 40 andere kortstondige republieken uitgeroepen.

## Kanton Léman
Na 4 maanden onafhankelijkheid werd het gebied met de naam Lemanische Republiek, als kanton Léman lid van de Helvetische Republiek, opgericht op 12 april 1798. Het kanton Vaud ontstond dan in 1803 als gevolg van de Mediationsakte, waarbij het oorspronkelijke Eedgenootschap grotendeels werd hersteld. 